# Geologia applicata
La geologia applicata rappresenta l'applicazione di scienze della Terra, geologia, e ingegneria, sia alle problematiche pratiche dell'uomo nella sua interazione con l'ambiente che lo circonda, sia alla comprensione dei fenomeni geologici e soluzione geologico-tecnica e ingegneristica dei rischi geologici.

## Storia della geologia applicata

### Gli inizi
La geologia applicata nasce poco più di duecento anni fa, come scienza formale, anche se già nel 1540 Vannoccio Biringuccio affrontò l'arte mineraria nel suo libro De La Pirotechnia (pubblicato in una nuova e più conosciuta versione a Venezia nel 1559), con varie descrizioni ed argomentazioni sui minerali e loro utilizzo, filoni metalliferi, regole di coltivazione di una miniera, e quindi, sfruttò le conoscenze di geologia e di mineralogia per applicarle a problematiche pratiche ed industriali, introducendo la geologia applicata. Tuttavia fu di Georg Agricola il primo trattato d'arte mineraria, il De Re Metallica, pubblicato postumo nel 1556, appena un anno dopo la morte dopo lo scienziato tedesco. Ma il primo insegnamento della geologia mirato (e quindi "applicato") alla produzione ed all'industria fu affrontato all'Università di Friburgo in Brisgovia in Germania nel 1763, esempio seguito venti anni dopo dall'Università di San Pietroburgo in Russia nel 1783 e di Parigi in Francia nel 1790.
Nel XIX secolo l'ingegneria civile iniziò ad indagare i caratteri tecnici dei materiali naturali da utilizzare nelle costruzioni, iniziando a collaborare strettamente con i geologi dell'epoca, che si erano un po' distaccati dall'arte mineraria applicata introdotta da Vannoccio Biringuccio, dedicandosi di più alla ricerca pura. Nel XX secolo questa collaborazione è cresciuta notevolmente, specialmente per le crescenti dimensioni delle opere costruite, costringendo da un lato i progettisti a collaborare con i geologi per approfondire l'esame dei terreni di fondazione, e dall'altro i geologi a dare un'impostazione più quantitativa al loro approccio un po' troppo naturalistico e soggettivo.

### La geologia applicata moderna
Il primo testo organico di geologia applicata è forse quello pubblicato dal geologo tedesco Konrad Keilhack nel 1896, ampliato e ristampato nel 1922, e tradotto in spagnolo nel 1927, solo un anno prima dell'uscita del voluminoso trattato di Mario Canavari intitolato Manuale di Geologia Tecnica ed edito dall'Università di Pisa.
La prima rivista specializzata fu Zeitschrift für praktische Geologie, rivista tedesca fondata nel 1893. La seconda è una rivista italiana, il Giornale di Geologia Pratica pubblicato per la prima volta nel 1903, antecedente anche alla prestigiosa rivista statunitense Economic Geology, fondata "solo" nel 1906.
Tuttavia, è solo nel 1907 che per il mondo universitario italiano nasce formalmente la geologia applicata in Italia, quando le applicazioni pratiche della geologia furono discusse dal professor Federico Sacco, docente del Politecnico di Torino, durante il suo discorso di insediamento del presidente della Società geologica italiana. Infatti, descrivendo le possibili applicazioni della geologia, egli anticipò l'applicazione di molte discipline geologiche che caratterizzano la moderna Geologia applicata.
L'aumento di richiesta delle competenze del geologo applicato per la ricerca di risorse minerarie come il petrolio, e per la collaborazione a grandi progetti di ingegneria come la costruzione di dighe, ha fatto sì che oggi numerosi geologi siano impiegati in imprese di costruzioni, in enti pubblici, nella ricerca di risorse energetiche, e in altre attività di rilevante importanza economica.

## Scopi della geologia applicata
Gli studi di geologia applicata vengono effettuati ai fini di:
- pianificazione territoriale;
- pianificazione di bacini idrografici;
- studi e valutazioni di impatto ambientale (S.I.A.; V.I.A.; V.A.S.);
- sviluppo residenziale, commerciale e industriale di un'area;
- stabilità dei versanti;
- geo-archeologia;
- salvaguardia dai rischi naturali e idrogeologici;
- installazioni governative e militari;
- lavori pubblici e privati quali: edifici, centrali nucleari, energetiche, turbine eoliche, discariche, linee dell'alta tensione o elettrodotti, pozzi per acqua, fondazioni di edifici, bonifica dei siti contaminati, trattamento delle acque, acquedotti, oleodotti, gasdotti, canali, dighe, gallerie, costruzioni, ferrovie, strade, ponti, aeroporti, e parchi;
- estrazione di materiale in miniera e in cava, ripristino di aree di estrazione, scavi di gallerie minerarie;
- recupero, protezione e/o mantenimento zone umide ed altre aree naturali protette;
- recupero e restauro di edifici e centri storici;
- ripascimento dei litorali, salvaguardia delle coste e stabilità delle falesie marine;
- piattaforme di trivellazione in mare aperto;
- tutte le opere che interessano il suolo ed il sottosuolo.

## Tematiche della geologia applicata
Il campo di lavoro culmina tipicamente nell'analisi dei dati e nella preparazione di una relazione geologica, relazione di rischio sismico, relazione geofisica, relazione idrogeologica. Tali relazioni, spesso preparate in collaborazione con un ingegnere civile, descrivono obiettivi, metodologie, riferimenti bibliografici, prove effettuate, risultati, conclusioni e raccomandazioni operative. I risultati vengono forniti come mappe geologiche, foto aeree, GIS, basi di dati, mappe geologiche, e mappe geotematiche di vario genere. Infatti la Geologia Applicata studia ed applica principalmente le seguenti discipline e tematiche:
- Cartografia tematica
- Geofisica applicata
- Geoinformatica
- Geologia ambientale
- Geologia tecnica
- Geostatistica
- Geomorfologia
- Idrogeologia applicata
- Pianificazione territoriale
- Petrografia applicata
- Rilevamento geologico tecnico
- Sistemi informativi territoriali
- Telerilevamento
- Topografia
- Web Cartography